# 起始因子
起始因子（英語：Initiation factors）是指翻译起始阶段端结合到核糖体小亚基上的一些蛋白质，翻译是蛋白质生物合成中的一部分。
主要分为三种：
- 原核起始因子
- 古菌起始因子
- 真核起始因子